# Lista de regiões portuguesas ordenadas por variação populacional
Esta é uma lista demostrando a variação populacional de cada região portuguesa, ordenadas pela região e ano, mostrando os valores de cada ano desde 2011.

## Variação populacional por região
A lista mostra as regiões portuguesas pela variação populacional em 2021, junto com a percentagem à população total nacional e o crescimento em comparação do ano de 2020.
| Posição | Posição          | Região                       | Variação (desde 2020) |
| Em 2021 | Comparada a 2020 | Região                       | Variação (desde 2020) |
| ------- | ---------------- | ---------------------------- | --------------------- |
| 1       | (0)              | Região do Centro             | 12 962                |
| 2       | (2)              | Região do Norte              | 8 544                 |
| 3       | (0)              | Região do Alentejo           | 4 302                 |
| 4       | (2)              | Região dos Açores            | 1 178                 |
| 5       | (0)              | Região da Madeira            | 793                   |
| 6       | (4)              | Região do Algarve            | 91                    |
| 7       | (0)              | Área Metropolitana de Lisboa | 1 050                 |
|         |                  | Portugal                     | 26 820                |

## Dados anuais
A lista mostra as regiões portuguesas com os dados anuais da variação populacional desde 2011.
|      | Região Norte | Região Centro | Área Metropolitana de Lisboa | Alentejo | Algarve | Açores | Madeira | TOTAL  |
| ---- | ------------ | ------------- | ---------------------------- | -------- | ------- | ------ | ------- | ------ |
| 2011 | 15 114       | 12 264        | 4 626                        | 6 256    | 55      | 448    | 1 770   | 31 171 |
| 2012 | 20 987       | 18 759        | 3 237                        | 7 420    | 1 243   | 671    | 2 744   | 55 061 |
| 2013 | 22 083       | 20 153        | 4 425                        | 8 020    | 1 126   | 1 088  | 2 902   | 59 797 |
| 2014 | 21 994       | 18 158        | 5 099                        | 7 735    | 13      | 2 065  | 4 131   | 48 971 |
| 2015 | 13 016       | 12 929        | 8 642                        | 6 264    | 1 714   | 1 618  | 3 096   | 26 567 |
| 2016 | 9 201        | 13 385        | 7 498                        | 6 856    | 1 621   | 1 545  | 2 208   | 24 076 |
| 2017 | 4 189        | 11 198        | 12 179                       | 5 933    | 2 813   | 1 144  | 1 236   | 8 708  |
| 2018 | 771          | 8 817         | 10 337                       | 4 691    | 3 484   | 1 136  | 680     | 2 274  |
| 2019 | 8 412        | 3 770         | 25 378                       | 1 275    | 6 013   | 715    | 316     | 41 899 |
| 2020 | 1 392        | 9 728         | 105                          | 1 915    | 4 282   | 503    | 1 187   | 18 902 |
| 2021 | 8 544        | 12 962        | 1 050                        | 4 302    | 91      | 1 178  | 793     | 26 820 |